# Primozygodactylus

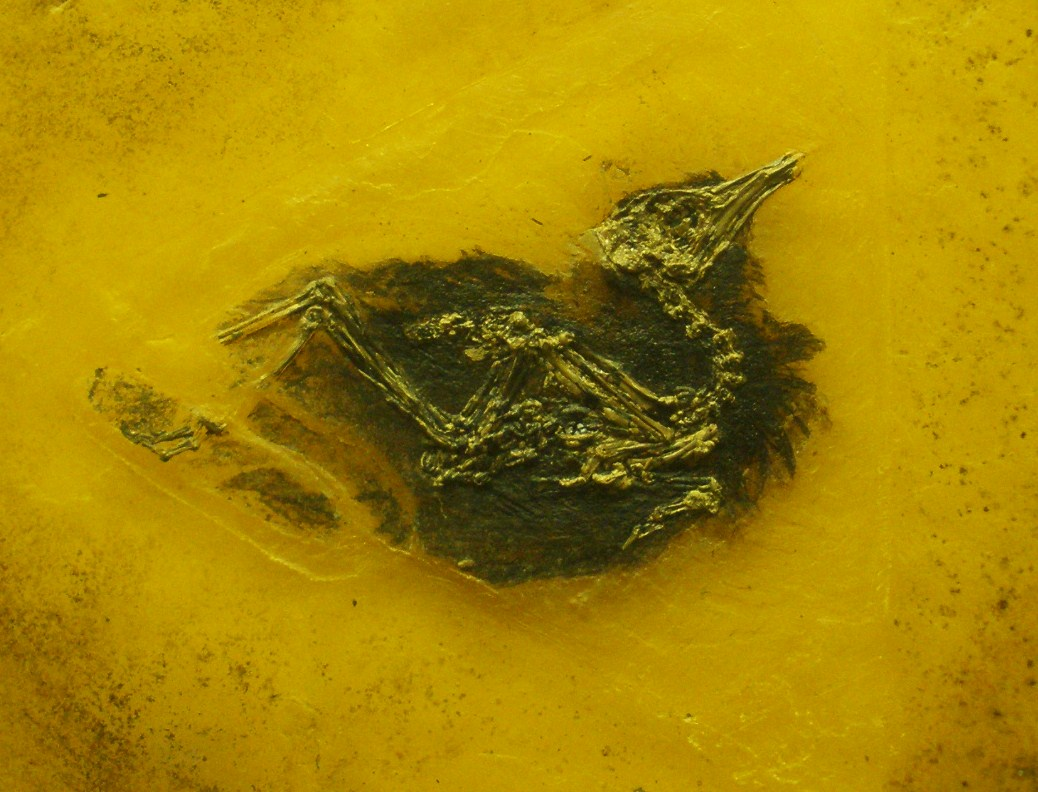
Primozygodactylus major

Primozygodactylus — вимерлий рід птахів родини Zygodactylidae. Скам'янілі рештки представників роду знайдені в Німеччині у кар'єрі Мессель. Це були дрібні деревні пташки завдовжки 14 см. Існували в еоцені 48 млн років тому. Вважається, що вони були сестринською групою до ряду Горобцеподібні.

## Види
- Primozygodactylus ballmanni Mayr 1998
- Primozygodactylus danielsi Mayr 1998
- Primozygodactylus eunjooae Mayr & Zelenkov 2009
- Primozygodactylus major Mayr 1998